# 本田速人
本田 速人（ほんだ はやと）は、秋本治原作の漫画およびアニメ『こちら葛飾区亀有公園前派出所』に登場する架空の警察官。彼を主役にしたスピンオフ読み切り漫画『こちら交機の本田 赤のZ追跡中よろしく!』も存在する。テレビアニメ版での声優は家中宏。またテレビドラマ版では内村光良が演じる。なお当記事では、本田の家族についても解説する。

## プロフィール
所属は明確には分からないが、新葛飾警察署交通課白バイ隊所属もしくは新葛飾署に同居する交通機動隊所属の巡査。制服の袖をまくって半袖にしており、手袋をつけず素手でバイクのハンドルを握るという外見的特徴がある。
身長175cm（アニメ版では174cm）、体重40kg（アニメ版では41kg）。血液型はAB型。誕生日は2月29日（アニメ版では9月26日）で年齢は不詳（ただし本人が暴走族の取締の際に「巳年生まれの執念深さをなめんじゃねぇぞ!」と言っている。しかし巳年の年はうるう年ではないので2月29日は存在しない）。「なつかしの荒川遊園地の巻」では本田と両津勘吉の年齢差は10歳となっている。両津とは子供時代に何度か知らずに会っているらしく、音の出る三輪車に乗っていたら当時中学生だった両津に殴られたり、遊園地の観覧車に乗っていた時に両津に2B弾をばら撒かれてやけどをしたことがある。上記のアニメ版の設定はすべて第67話『追跡！名犬リョーツ』にて登場。
一人称に関しては普段は「僕」だが、バイクなどの乗り物に乗っているときは「俺」に変化する。また両津を呼ぶ際、普段は両さんもしくは先輩（アニメ版では先輩で統一）で口調は「ですます」あるいは「～っす」、「～っすよ」だが、バイクなどの乗り物に乗っているときは両津のダンナとべらんめぇ口調になるのも特徴（なお、初登場時は両のダンナと呼んでいた）。なお読みきり漫画『こちら交機の本田 赤のZ追跡中よろしく!』によると、交通機動隊の同僚たちに対しては基本時に普段は「くん」づけ、バイクに乗っている時は呼び捨てだった。
趣味としてはバイクのほか、伊歩の影響によりスイーツや少女漫画が大好きである。絵画にも詳しい。料理が得意という一面もある。また、ロックバンドに対する造詣も深く、ギターの演奏もでき、暴走族時代にバンドを組んでいた。白バイ競技会で全国優勝したこともある。白バイ仲間と麻雀をやることもある。初期の頃はそれらの趣味はなく、バイク以外は特に何もなかったため、謹慎になってバイクに乗れなくなった時（24巻）はノイローゼ状態になったこともある。
連載の初期には中川圭一の友人で青山署所属（この記述があるのは単行本の初版本のみで再版に当たって削除されている）の冬本というアメリカンポリスの出で立ちでアメリカ風白バイに乗った警官が登場していたが、ただバイクや銃を静かに披露するだけ（物音を聞くと反射的に銃を抜くなど後のボルボ西郷に通じる要素も持っていた）で、キャラは立っていなかった。これを打破するために本田が登場し、両者が入れ替わるように冬本は姿を消している（その後、155巻「復活を希望するキャラクター大大発表会!!の巻」において冬本が再登場）。なお、両者が揃って登場したのは、17巻「ハーレーのち曇り!?の巻」の一度のみである。
元暴走族「関東連合」（アニメでは「関東男連合」）の初代総長で、九州や大阪決戦で1人で暴走族1000人を潰し、数百台のバイクを破壊したことから、警官になっても暴走族の間では「レジェンド・オブ・ダークネス」と慕われるカリスマ的存在であり、交通課のツーリング先で暴走族の迷惑行為に遭遇した際には両津に無理矢理バイクに乗せられて暴走族の中へ突っ込まされたが、暴走族はリーダーを含め全員が本田を見た途端恐れをなして降伏し、以降はアイドルの追っかけの如く交通課に大挙して押しかける事態になった。マラソンランナーの鮫島丈やアニメオリジナルキャラの沖田竜二、土方ら暴走族時代の仲間からは現在でも慕われており、妹の伊歩の結婚にショックを受けて暴走族に戻った際には、かつての仲間全員が本田の下に駆け付けたほどである。暴走族時代に乗っていたカワサキ・マッハを伝説のバイクとして暴走族たちにより大切に保管されていた。

### 人物

亀有駅南口に建立された「本田像」（2010年）

実家は東京都荒川区南千住の「本田輪業」（アニメ版でもこの設定だが、67話『追跡！名犬リョーツ』では出身地がなぜか神奈川県となっている）。父・改造と母との間に生まれ、兄弟に妹の伊歩（イブ）と弟の門樹がいる。また、千葉に住む祖父は改造トラクターを愛用している。性格上と本田の苗字にあやかって、ホンダを好み、カワサキを好む親父と喧嘩になったこともある。特異なキャラクターばかりのこち亀の中では生い立ちはあまりにも「平凡」なため、69巻の「本田メモリアル」は両津・中川・秋本・カトリーヌ・麗子がそれぞれ半話分使って描かれているのに対して2/3ページしか紹介されなかった。
学歴は高校中退。
本田を特徴づけるものとして、極端な二重人格が挙げられる。両津はジキルとハイドと表現している。本来は気弱で極度な臆病者であるが、バイクに乗ると凶暴な性格になる。そのため「二輪の悪魔」という異名を持つ。ただし性格が変わっても記憶は変わらず共有されているため、厳密な意味での二重人格ではない（ただし14巻やドラマ版では、バイクから降りた時にバイクに乗っていた間の記憶がなかった描写がある）。基本的にはバイクに乗った場合に性格が変わり、下りると元に戻るが、例外もある。初期の頃はバイクを下りた時もしばらく性格がそのままなことがあり、両津に指摘された途端にバイクから下りていることに気づいて性格が戻ったことがあった（両津曰く「読者から抗議のハガキが目いっぱい届いた」とのこと）。逆にバイクに乗った時にも性格が変わらなかったことがある（不発弾の処理の際に爆発に怯えて性格が変わらなかったり、111巻でも変わらなかったり、タイムスリップの影響など）。バイクに乗る以外にも、スクラップにされたバイクのハンドルを持った時にも性格が変わっているほか、アニメにおいては両津の作ったバイクのプラモデルのバイクのハンドルを握っても性格が変わっており、絵崎のかけた暗示でも同様に性格が変化していた（絵崎教授曰く、これも彼の本来の性格だという）。端的な例としては、ジェットコースターに乗った際に最初は脅えていたが、スピードがのってくるとバイクに乗った時の性格に豹変した事がある。自動車に乗った際は、初期の頃はバイク同様に性格が変わったが、後に変わらなくなった。とにかくバイクは彼の精神面での支えになっているようで、署の旅行でバスに乗った際は、バイクのおもちゃを持ってきていた。とりあえず持っていると安心するらしい。失恋して落ち込んだ時は、バイクから下りられなくなってしまい、顔を伏せたまま走っていた。優柔不断で脆弱な性格であるために、他人からの頼みも断れないことが多い。
また、両津にいろいろな作業につきあわされたり、両津の悪事にもよく加担させられることも多く、妹の伊歩や恋人の菜々と行楽を楽しんでいる所を強引に連れ去られるのが定番。必要でもないのに両津と同行しただけで両津の悪事の連帯責任を負わされることがあり、逆に両津に無理矢理悪事に付き合わされて理不尽にも連帯責任を負わされることもある。しかし、ドジな行動が多いために本人のみならず両津までもがひどい目に遭うケースも少なくはなく、両津が本田を睡眠をとらせないでこき使ったおかげで両津も被害を受けることもある。さらに悪事を告発したりすることもある。
また、麻里愛とも親しいようで、彼女がカギを預かっていた事実を話したこともあったり、アニメ63話では彼女をモデルにした撮影をしている両津を見て笑みを浮かべていた。
使用する白バイは回転灯を片側だけ外した K2型CB750Four で、エンジンをノーマルの 749cc から輸出車の 900cc のエンジンへの換装や取り付けたカーステレオで矢沢永吉の曲を聴いている。両津がCB750Fourを借りた際、両津がクラッチが硬いと発言した事がある。VFR750/800PやGSF1200Pが現行の白バイであり、乙姫菜々などの交通機動隊員は上記に示したバイクに乗っているが、本田は連載当初からCB750Fourのままである。元暴走族「関東男連合」のリーダー（初代総長）で、Z2に乗っていたことから「Z本田」という異名をもつ。なお愛車は CBX1000 （初期）と現在ではホンダ車ではないが、GSX1300Rハヤブサを所有し、なお、ハヤブサについては年式的には300km規制の始まる直前の00モデルであり、ヨシムラ製及びデビル製のマフラーへの交換がされており、現在では痛単車になっている（他にも、様々なバイクの部品を組み合わせたカスタムバイク他、複数の所有車があるらしい）。最近バイク以外の乗り物で軽自動車（ホンダ・バモスホビオ）を所有している。サーフボードを屋根につけていて「HAWAII」のロゴとヤシの樹が側面に描かれている。
当初自動車の運転免許を持っていなかったが、17巻の「スピード狂時代!の巻」では実在の平和橋自動車教習所で免許を取りにいっている。教習中に性格が変わり暴走したが、それ以降は免許を取った設定になっている。
数多い恋をしたのだが、気弱だったため長らく恋人ができず（バイクに乗った人格の方に惚れられたことはあったが）、またバイクに乗ると凶暴になる性格が原因でフラレたこともある。1度本口リカと付き合うも、ほとんど会えなくなり（外国へ旅立ってしまったため。彼女の父親には非常に気に入られていたが、自社マシンのテストドライバーとしてだった）自然消滅してしまった。サンディを見送るために道路に車でBY-HONDAと描いて渋滞を起こしたとして両津と共に減給になり2度目の失恋をした。94巻にてようやく乙姫菜々と恋人になった。当初は女性的な言葉遣い（いわゆるオネエ・オカマ言葉）が目立ったが、中盤以降はほとんど見かけない。ただし、アニメ版ではオネエ言葉が目立ち乗り物の速度が速くなるだけで性格が変わる従来の本田と変わっていない。
初期は水元のアパートに住んでいたものの、寂しがって頻繁に実家へ戻っている内に、いつの間にか父母・弟と同居状態に。実家を出て一人暮らしを始める際に家賃3万の北千住に引っ越し、後に新葛飾署の花見を北区の飛鳥山で行うことに決定した際に場所取りのため地元の人間がいた方がいいと考えた両津により、地元に人気アイドルが住んでいるからと吹き込まれたことで家賃9万の北区のマンションへ引っ越した。
ドラマ版でも基本的な設定は同じだが、内村光良が演じていることもあり、ハンドルを使ってカンフーのようなアクションをすることが出来る。また、恋人は保育士の美佐という女性で、彼女は本田の優しい女性的な性格に惹かれていたが、乱暴な男が苦手であったため、本田と気づいていなかったとはいえバイクに乗った際の暴力的な本田に嫌悪感を持っていた。しかし自分や園児を守るためにバスジャック犯を倒したのを見て、考えを改め、本田の二面性を受け入れた。
妹の伊歩を溺愛しており、伊歩の結婚話が持ち上がった際は、ショックから再び暴走族に戻ってしまうが、それを止めに入った伊歩が涙ながらに言った「結婚をやめる」の言葉に「妹の幸せを願わない兄がどこにいる」と涙ながらに結婚を祝福、暴走族の解散を宣言したことがある（なお、それらの原因を作った両津は、大原大次郎・中川・麗子から責められた）。アニメでは川崎瀬刃と壮絶な走りを展開し、最終的には宗谷岬にて彼に（バイクから降りた状態で）泣きながら伊歩を託した。
両津とは少年時代に会ったことがあり（ただし、2人とも気づいていなかった）、本田は3歳の時に球場で三輪車にエンジンをつけて走っていると当時中学生の両津にうるさいと殴られたことがあるほか、観覧車に乗っていた両津に爆竹を落とされたことがある（アニメ版において、これがきっかけで妹の伊歩は極度の人見知りになった）。
幼少期に 本田川崎→本田鈴木→本田ヤマハ→本田本田 と改名を繰り返し、最終的に本田速人という名前になった。このことは170-2掲載「『改名くん』の巻」で両津が言っていた。
また、両津と一緒に長崎、ハワイに旅行したこともあった（前者に関してはバイクで亀有から長崎までぶっ通しで走った。後者に関してはいかだで移動した）。

### その他
- 公式大全集『カメダス』では大原や中川を差置いて「両津が起こした災難に巻込まれる頻度の高い人物」とたびたび紹介されている。前述で述べたとおり、両津とともに連帯責任を負わされる事が多い。
- 趣味は上記で挙げたもの以外にもアニメ・ゲーム（恋愛シミュレーションゲームが多い）・音楽（八沢水吉、ローリング・スコーンズ)・女性アイドル・VOCALOIDなどがある。コスプレは一般的にブームとなる以前の1984年頃からしていたらしい（149巻）。週に1回秋葉原に行くほどのオタクでもあるので、秋葉原に引っ越したいといったところ、両津に反対されたこともある（156巻「本田君の引っ越しの巻」にて）。また、Vtuberになったこともあり、その時は擬宝珠家の茶室で配信をしていた[16]。
- アニメでは時代劇博士と自称するなど、時代劇にも詳しい。
- サバゲーも好きらしく、両津、凄苦残念(サバゲー好きではなく両津に強制的に参加させられた。)と参加するサバゲーが雨天で相手のチームが来られず次週に延期になった時、新しい銃の試し打ちがしたかったと悔しがる両津に対して「コール オブ デューティ、やりませんか?」と言っており、両津も「それだ。いい、チョイスだ」と言っている（183巻）。実践、オンラインゲームどちらのサバゲーも好きらしい。
- 中川グループが開発した人生シミュレーションゲームで、両津と出会わなかったら、本田は警視庁交通機動隊本部長になり6人の子持ちになっている。
- 雑学が登場して以降、出番が少なくなったことが最終話にて明かされた。
- 本田を主人公にした読みきり漫画『こちら交機の本田 赤のZ追跡中よろしく!』が、秋本治の短編集『こちら人情民生課』（ジャンプコミックス）に収録されている。
- カセットテープ全盛期には自分好みのロックを集めた「速人コレクション」と名付けたオリジナルのコンピレーションのテープを作成していた他、2時間のラジオの深夜放送も120分テープが買えず60分テープを2本買って録音していた（177巻にて）。
- 漫画やアニメ業界、声優や芸能人に詳しい面があり、芸能事務所にはスタッフ同然に出入りしているらしく、芸能人のプライベートやマネージャーに関しても詳しい。
- アニメではバイク以外の乗り物でも性格が変わったことがあり主に潜水艦や掘削機、路面電車などで変わったことがあったほか、太い木の棒をかませたワニの上でも変わり水上バイクに見立てて走りまくったことがあった[17]。

## 家族
本田 改造（ほんだ かいぞう）
声の出演：真島啓
速人の父親で、南千住在住。バイク店「本田輪業」を経営しているが、店名とは裏腹に熱烈なカワサキ党で、カワサキだけしか扱っておらず、なおかつ自分が本当に気に入った客にしかバイクを売らない（ちょっとでも気に入らないと「お前のような奴に売るバイクはねえ」「とっととけえれ！」と追い出してしまうのが日常茶飯事）ので、年に数台しか売れていない。そのため、店内にはマッハIII、W1など数十年前のカワサキのバイクが新車の状態で置いてある（「目黒製作所」のものも。ただし現行の車体も置いてある）。カワサキにこだわる理由は50ccのファミリー向けバイクを生産してユーザーに媚びることをしない唯一のメーカーのため。アニメ版のみ普段は温厚な性格ではあるが、作業服（ツナギ）を着ると性格が厳格に変わる。娘の伊歩が学生結婚したことにはなぜか無関心。ただ、自分の子供の中では娘だけがかわいかったらしく、自身が子供たちを撮影した写真は伊歩しか写っておらず、息子2人が写っている写真はほとんどない。一見バイク以外には興味が無いように見えるが、いわゆる職人気質の性格であり、作業のノウハウさえわかればピアノの修理も引き受ける。また、祭り好きであり、そのシーズンになると店を休みにする。
本田 エリカ（ほんだ えりか）
声の出演：長浜満里子
速人の母親。ごく普通の女性。登場回数も少なく、台詞も少ない。速人達が幼い頃からパートや町内の仕事をしているらしい。
アニメ版では家族のほとんどが性格が変わるため両津は「割烹着を着ると凶暴になるかも」と予想したことがあったがそうでもなかった。普段料理は娘の伊歩に任せている為か、料理はあまりやっていないとの事。
本田 伊歩（ほんだ いぶ）→川崎 伊歩（かわさき いぶ）
声の出演：佐々木瑶子→かかずゆみ
速人の妹であり、門樹の姉でもある。東都大学（北高尾校）学生。大学の先輩でありホンダ党の川崎瀬刃と学生結婚する。しおらしく兄思いの性格で、速人が両津に振り回される姿を見て「かわいそう」と涙ぐんでしまうほど。容姿も愛らしく、美人である。
アニメ版のみ象に乗ると性格が豹変する設定があり、兄の速人ですら恐れており、凶暴さは兄以上である（アニメで本田一家が登場する話のほとんどがこの性格がオチになっている）。
象に乗って性格が豹変するシーンを見てしまう兄の速人が『実は、象に乗ると性格が変わってしまうんですぅ！！』と両津らの前で驚きながら話す事がある。同じくアニメ版では極度の人見知りという設定がある。これは子供の頃に速人と共に観覧車に乗っていたら上から爆竹を落とされたことが原因である（犯人は両津）。
バイク一家に生まれながらも運転は嫌いで、中川主催のバイクレースに無理矢理出場させられるまでバイクに跨ったことがなかった。しかし原作では悲鳴を上げながらも見事なバイクテクニックでレースを制しており（この時、無免許だった）、血は争えないようである。
料理が得意であり、家では調理を担当している。両津達がカレー屋をやろうとした際は両津達に協力して50人分のカレーを作った事がある。
名前の由来はホンダ・イブから。
葛飾署の交機隊員と派出所員を除き、速人に妹がいるのは知らないため、両津の彼女に間違えられたことがある。
本田 門樹（ほんだ かどき）
声の出演：植木誠→近藤孝行
速人の弟で、高校生。本田家の末っ子。本名は『かどき』だがみんな『モンキー』と呼ぶ。乗り物酔いが激しく、ガソリンの匂いを嗅ぐだけで気分が悪くなる。幼い頃は自動車やバイクの写真を見ただけでも気分を悪くしていたらしい。そのためか、自転車を好んでいて、自分の家をマルイシ専門の自転車屋に変えろと常日頃父親に訴えており、一度父親と諍いを起こした際象に乗った伊歩に父子揃って制裁された事がある。両津からは（普段も）バイクに乗った時の速人の性格と同じだと評されている。なおアニメ版では、自転車に乗った場合のみこの性格に変わり、降りている時は兄に似た性格である。呼び方については、普段は父さん母さん兄さん姉さんだが、自転車に乗っているときは親父おふくろ兄貴姉貴である。名前の由来はホンダ・モンキーから。
初登場時はリーゼントヘア―で兄と似た容姿だったが、後期は時代に沿った髪型になっている。また、前述のように当初は比較的口数が多くて活発な性格だったのに対し、現在は口数が少なく無愛想な性格になっている。
川崎 瀬刃（かわさき ぜふぁー）
声の出演：楠大典
伊歩の夫で、速人の義弟、門樹の義兄。伊歩とは学生結婚。整備士の資格を所持。本田党でカワサキは嫌いだったが、整備や修理をしている内に、エンジニアとして、メーカーは気にしなくなる。本田輪業でバイトしている内に就職したくなるが、改造から、「一度決めたことはやり通せ」と叱責されたため、大学卒業後は伊歩と海外でボランティア活動している。
アニメ版では改造の出したバイクのテストをすべてクリアしている。
名前の由来はカワサキ・ゼファーから。

## アニメ版での本田速人
- 両津を呼ぶ際は「先輩」、バイクに乗った際は「両津のダンナ」で統一されている。
- 原作に準じて頻繁に両津の悪事に付き合わされているが、二人で起こす問題は意外と少なく、また大原におしおきを受けることもほぼなかった（本田は大原との共演自体が極めて少ない）。同じく葛飾署の左近寺、ボルボと合わせて四人組で問題を起こしていた。基本的に本田は乗り物の運転と切り込みを担当した。
- 第96話『呪いの梅干し壺』では両津が区役所に養子縁組届けを出し、勝手に自分の息子にしてしまった[20]。
- 三輪車に乗ったり（第57話『独身寮は女人歓迎』）、自動車の半分を浮かせて二輪走行にしたときだけ性格が変わるという描写があった。また、第274話『エンジェル7vsワイルド野郎隊』ではバイクに乗っていないのに性格が変わっていた（エンジェル7のメンバーを襲撃したのが、かつて本田の暴走族仲間だった沖田で、沖田が逮捕された際に性格が変わった状態で涙を流した）。
- アニメ版ではニコニコ寮に住んでいる。
- 第67話『追跡！名犬リョーツ』では麻里愛同様、原作と生年月日が異なり9月16日生まれである。ただし第70話『本田、最後の恋!?』(1998年2月1日放送)では冬に誕生日パーティーをしており、作中でも長袖やこたつが見られるために矛盾している。
- 第15話『走れ! 本田愛のために』では102回失恋（両津は300回以上失恋）、第70話『本田、最後の恋!?』では183回失恋しているというデータがある。失恋するたびに両津などに慰めてもらっている。
- 子供の頃に日本ハムファイターズの帽子を被っていたというエピソードがある。
- バイクに乗っているとき以外の本田の場合、両津に怒ることはめったにないが、アニメ版第186話では伊歩が人見知りになったのが両津のせいであった事、最終回(第344話「さよなら両さん大作戦」)では両津の転勤が嘘だったことを知ると珍しく両津に怒っていた[21]（いずれもバイクに乗った時より険しい表情をしていた）。また第259話の最後では大原達と共に両津を追い回していた（この時はバイクに乗った時でも見せなかった冷ややかな目をしていた）。
- テレビSP「バカンスは激しいのがお好き!?」にて両津勘吉が商店街の人達から18万円くらいの借金があると言った事に対して「おれの手取りの給料と同じか。ほどほどにしとけよ！」と両津に返事をしている。

## テレビドラマ版での本田速人
- テレビドラマ版では本田の乗る白バイがVFR750Pになっており、バイクのエキゾースト音（エンジン音）を聞いただけでも彼の性格が変わる。
- 両津を呼ぶ際はアニメ版とは違い「両さん」で統一されている。
- 恋人が違う（原作は同僚の白バイ隊員・ドラマは保育士）。また、彼女もバイクに乗ると性格が変わる。